# Грін Олександр Степанович
Олекса́ндр Грін (Ґрін; справжнє ім'я — Олександр Степанович Гриневський; (11 (23) серпня 1880 — 8 липня 1932) — російський письменник, представник романтичного реалізму, революціонер.

## Біографія
Народився у Слободському — повітовому містечку В'ятської губернії, у сім'ї службовця-поляка. Батько Стефан Гриневський (пол. Stefan Hryniewski; 1843—1914), польський шляхтич з Дісненського повіту Віленської губернії Російської імперії. Учасник повстання 1863 року за незалежність Польщі, Литви, України та Білорусі від Росії. За участь у січневому повстанні 1863 року в 20-річному віці безстроково засланий у Коливань Томської губернії. У 1869 році йому було дозволено переїхати у Вятську губернію. У 1873 році одружився з 16-річною медсестрою Ганною Степанівною Лепковою (1857—1895). Перші 7 років дітей у подружжя не було, Олександр став їхнім первістком, пізніше народилися брат Борис і дві сестри, Антоніна та Катерина. Отримавши початкову освіту вдома, Олександр продовжив навчання в реальному училищі. Однак, незабаром був виключений за сатиричні вірші, що висміювали педагогів. Згодом, Олександр вступив до міського чотирирічного училища, яке закінчив у 1896 році.
Подався до Одеси, мріючи стати моряком та втамувати спрагу пригод. Був матросом, рибалкою, кухарем, вантажником, землекопом, лісорубом, плотарем на Уралі й золотошукачем. Згодом, хлопець зрозумів, що кар'єра моряка не для нього.
Добровольцем пішов до царської армії. У 1902 році Олександра Гриневського зарахували рядовим до 213 Оровайського резервного батальйону. Втім, у армії все в юнака викликало протест: жорстокість командирів, їхня безглузда муштра, безправ'я солдат. Тому більшу частину своєї служби Грін провів на гауптвахті. Цей бунт проти жорстокості та сваволі завершився втечею, яку йому допомогли здійснити революціонери. Тоді ж Грін почав читати заборонену літературу, відвідувати таємні збори, виконувати доручення, проводити революційно-пропагандистську роботу серед матросів (за що у 1903 році був заарештований у Севастополі). Результатом невдалої спроби втекти стало ув'язнення, йому довелося відсидіти близько двох років. Згодом, у 1906 році, Гріна знову заарештували, вже у Петербурзі, і вислали на чотири роки до міста Туринська Тобольської губернії (звідки він втік у В'ятку).
Під чужим іменем майбутній письменник залишив батьківщину і приїхав до Петербургу. Літературний дебют письменника відбувся у Москві — в 1906 році надрукували його перше оповідання «Заслуга рядового Пантелеєва». Твір був написаний як агітка, що призначалась для розповсюдження серед солдатів. Майже весь тираж вилучили й тільки завдяки тому, що Грін підписав його ініціалами «А. С. Г.» (а ніхто з працівників видавництва не назвав прізвища автора), письменнику вдалося уникнути нового арешту. Така ж сумна доля спіткала і його брошуру «Слон і Моська», Першим твором Гріна, що дійсно побачив світ, стало оповідання «В Італії» (1906 рік), надруковане в газеті «Биржевые ведомости». Згодом один за одним починають з'являтися «Цегла і музика», «Марат», «Випадок». У 1907 році під оповіданням «Випадок», уміщеним у петербурзькій газеті «Товарищ», уперше з'явився підпис «А. С. Грін».
Перша збірка Гріна під назвою «Шапка-невидимка» вийшла у світ у 1908 році. У 1910 році його знову заарештували (цього разу як нелегала) і відправили відбувати заслання протягом двох років у Архангельській губернії.
З початком громадянської війни письменника запроторили до армії. Вирушаючи на службу, з мріями і надією на краще майбутнє, він повернувся тяжко хворим, без житла і засобів до існування. У відчаї Грін звернувся до Максима Горького, який домовився про лікарню, дістав рідкісні на той час продукти і ліки, допоміг отримати кімнату в Будинку мистецтв і академічний пайок.
Грін почав багато писати, вдруге одружився. У 1924 році з родиною переїхав до Феодосії. Оселившися восени 1930 року в Старому Криму, родина опинилась у дуже скрутному матеріальному становищі.
Помер письменник у бідності та забутті 8 липня 1932 року від раку легень.

## Вшанування пам'яті

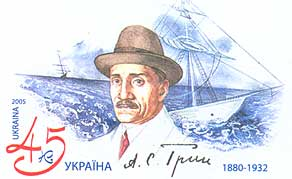
Олександр Грін на поштовій марці України, 2005

- У 1960 році відкрито музей його імені в Старому Криму, в будиночку, де письменник провів свої останні дні.
- На могилі письменника у Старому Криму височіє скульптура героїні твору «Та, що біжить по хвилях», а поряд дерево, на якому на знак пошани і любові червоніють стрічки, неначе справжні Грінівські «червоні вітрила».
- У 1970 р. в м. Феодосії, де жив і працював Олександр Степанович Грін, створено Літературно-меморіальний музей Олександра Гріна.
- У місті Кіров 1980 р. було відкрито Будинок-музей Олександра Гріна.
- Письменнику присвячено телефільм В. Клевцова «Кримські сторінки Олександра Гріна» (1980)[4], удостоєний диплома журі IX Всесоюзного фестивалю телевізійних стрічок у Єревані (1981).
- До 2024 року у місті Кривий Ріг була вулиця Гріна. 26 січня 2024 року вулицю Гріна перейменували на вулицю Колодязну.

## Твори
Одним з найкращих творів Гріна вважають повість-феєрію «Пурпурові вітрила» (рос. «Алые паруса») (1923 рік).

### Основні видання творів

#### Російською
- Собрание сочинений: в 6 т. — М. : Правда, 1980. — Т. 1—6.
- Собрание сочинений: в 5 т. — М. : Худож. лит., 1991. — Т. 1—5.— ISBN 5-280-01609-8.
- Сочинения: в 3 т.— М. : ТЕРРА, 1996. — Т. 1—3.
- Сочинения: в 2 т. — Симферополь: Таврия, 1974. — Т. 1—2.
- Избранное: в 2 т.— Симферополь: Крымиздат, 1962. — Т. 1—2.
- Избранное. — М. : Просвещение, 1989. — 400 с. — ISBN 5-09-001611-9.
- Рассказы. — Минск: Наука и техника, 1982. — 352 с.
- Психологические новеллы. — М. : Совет. Россия, 1988. —447 с.
- Новеллы. — М. : Москов. рабочий, 1984. — 416 с.
- Шапка — невидимка ; Штурман «Четырех ветров» ; Прилив бурь— М. : Эй-Ди-Лтд., 1994. — 1994. — 428 с. — ISBN 5-85869-064-5.
- Бегущая по волнам; Джесси и Моргиана ; На облачном берегу. — М. : Эй-Ди-Лтд, 1994. — 476 с. — ISBN 5-85869-067-Х.
- Искатель приключений. — М. : Правда, 1988. — 479 с.
- Корабли в Лиссе. — Мурманск: Мурман. кн. изд-во. — 1983. — 296 с.
- Крысолов. — М. : РАЛИ, б. г. (1991). — 64 с.

#### Українською
- Скарби африканських гір: роман / Пер. з рос. Б. Рильського; Мал. П. Петренка. — Х.—К. : Книгоспілка, 1930.
- Червоні вітрила: феєрія / Пер. з рос. Л. Смілянського; Передм. К. Паустовського; Мал. Б. Свєшнікова. — К. : Дитвидав, 1959. — 91 с.: іл.
- Пурпурові вітрила: феєрія / Пер. з рос. Л. Смілянського; Передм. К. Паустовського; Мал. Ф. Цибульського. — К. : Веселка, 1972. — 64 с.: іл.
- Пурпурові вітрила. — Львів: Червона Калина, 2005. — 131 с. — ISBN 5-7707-0730-5.
- Червоні вітрила / Пер. Л. Кононовича. — К.: Грані-Т, 2007. — 95 с. — ISBN 978-966-4650-77-6.
- Пурпурові вітрила / Пер. з рос. — К. : Школа, 2007. — 110 с. —ISBN 966-661-771-4.
- Стрімкіша за хвилі / [Пер. з рос]. — К. : Зелений Пес, 2008.— 396 с. — ISBN 978-966-2938-83-8.

## Екранізація творів
- «Остання ставка містера Енніока» (1922, за мотивами оповідання «Життя Гнора»; реж. Володимир Гардін, Друга кінофабрика ВУФКУ, Україна)
- «Акварель» (1958)
- «Шарлатові вітрила» (1961)
- «Та, що біжить по хвилях» (1967)
- «Ассоль» (1982)
- «Блискучий світ» (1984)
- «Золотий ланцюг» (1986)
- «Пан оформлювач» (1988)
- «Сто верст по річці» / Simts judzes pa upi (1991)
- «Дорога нікуди» (1992)
- «Геллі і Нок» (1995, за оповіданням «Сто верст рікою»; реж. Вадим Іллєнко, к/ст. ім. О. Довженка)
- «Та, що біжить по хвилях» (2007)
- «Правдива історія про Червоні вітрила» (2010) та ін.